# Clanis mcguirei
Clanis mcguirei là một loài bướm đêm thuộc họ Sphingidae. Nó được tìm thấy ở Thái Lan.